# 仙波古墳群

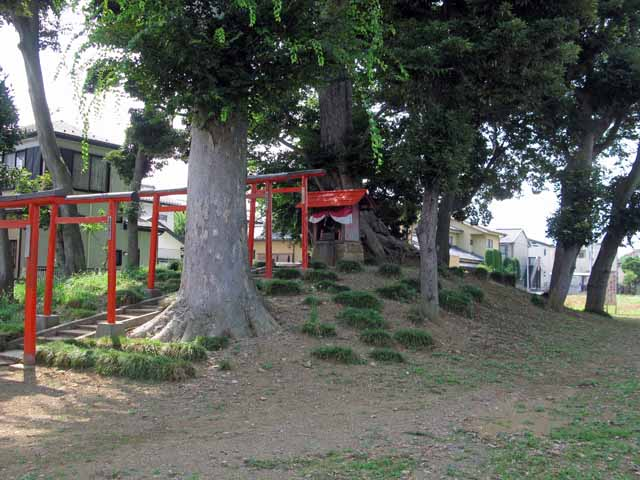
三変稲荷神社古墳。

仙波古墳群（せんばこふんぐん）は、埼玉県川越市小仙波町周辺に分布する古墳時代前期から後期にかけての古墳群。

## 概要
新河岸川右岸の小仙波町・西小仙波町・通町・南通町・菅原町・富士見町を中心に展開している。喜多院を中心に分布するグループを小仙波古墳群、そこから2キロメートルほど離れて分布する氷川神社古墳と愛宕神社古墳、浅間神社古墳を大仙波古墳群と呼んで区別することもある。

## 主な古墳

### 小仙波古墳群

#### 慈眼堂古墳
小仙波古墳群を構成する古墳。喜多院の境内にある。墳頂に慈眼堂、その裏に墓地がつくられ、墳丘は大きく変形している。現状で径36メートルほどの円墳のような外観をしているが、前方後円墳である可能性がある。

#### 日枝神社古墳
小仙波古墳群を構成する古墳。喜多院の東側に位置する日枝神社境内に所在する。かつて墳丘上に喜多院の多宝塔が存在したため「多宝塔古墳」とも呼ばれる。墳形は前方後円墳であったが、後円部が削平され、前方部のみ残存する。6世紀中頃の築造。

#### 三変稲荷神社古墳
小仙波古墳群を構成する古墳。墳形は方墳。4世紀末の築造。石釧と銅鏡（鼉龍鏡）が出土（川越市指定有形文化財）。方墳としては県内最古クラスである。2000年（平成12年）に川越市指定史跡に指定された

### 大仙波古墳群

#### 氷川神社古墳
大仙波古墳群を構成する古墳。仙波氷川神社境内に所在する。直径15メートル×高さ2メートル程の小円墳だが、築造年代は不明である。

#### 愛宕神社古墳
大仙波古墳群を構成する古墳。「父塚」とも呼ばれている。直径42〜45メートル・高さ6メートル。墳頂に愛宕神社の社殿が鎮座している。1958年（昭和33年）に川越市指定史跡に指定された。素環鏡板付轡、大刀出土。7世紀前半の築造。なお前方後円墳である可能性がある。

#### 浅間神社古墳
大仙波古墳群を構成する古墳。「母塚」とも呼ばれている。径38〜35メートル・高さ5.75メートル。墳頂に浅間神社の社殿が鎮座している。1972年（昭和47年）に川越市指定史跡に指定された。出土品は伝わっていないが、愛宕神社古墳とほぼ同時期に造られたとみられる。

## ギャラリー

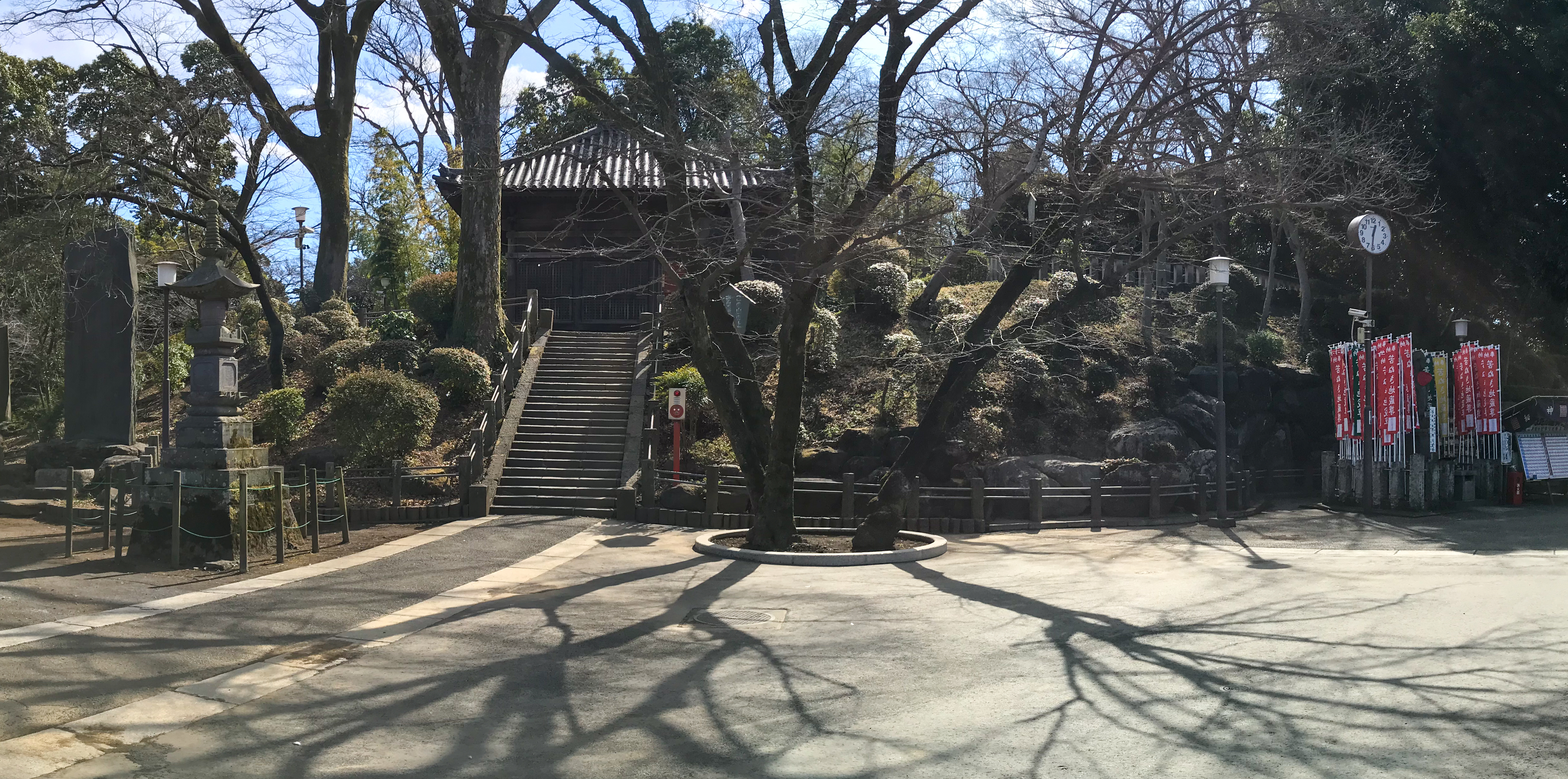
慈眼堂古墳
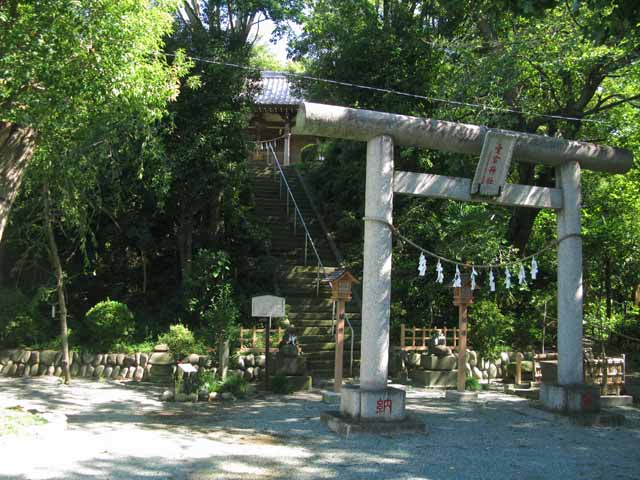
愛宕神社古墳
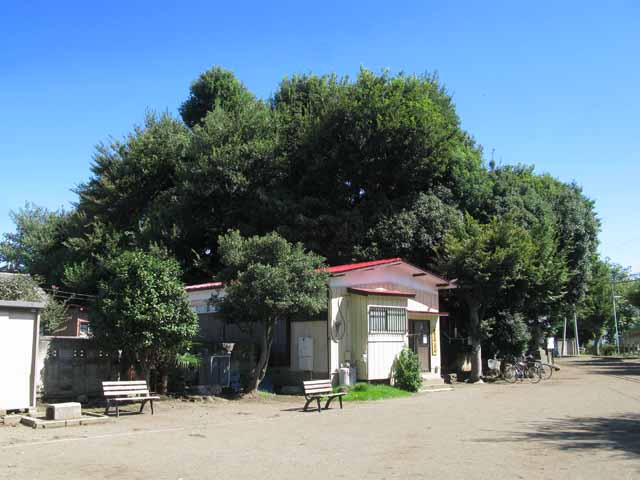
浅間神社古墳